# Brittoli
Brittoli est une commune de la province de Pescara, dans les Abruzzes, en Italie.

## Administration
| Période                                  | Période  | Identité         | Étiquette     | Qualité |
| ---------------------------------------- | -------- | ---------------- | ------------- | ------- |
| 28 mai 2002                              | En cours | Claudio Di Paolo | Centro-Destra |         |
| Les données manquantes sont à compléter. |          |                  |               |         |

### Hameaux
San Vito, Boragne, Cerqueglio, Cona, Fonte Moro, Intro d'Acqua, Pagliaro di Tono, Peschiole, Spinaci.

### Communes limitrophes
Capestrano (AQ), Carpineto della Nora, Civitaquana, Corvara, Pietranico, Vicoli, Villa Santa Lucia degli Abruzzi (AQ).